# Сергиенко, Фёдор Афанасьевич
Фёдор Афанасьевич Сергиенко — советский хозяйственный, государственный и политический деятель, Герой Социалистического Труда.

## Биография
Родился в 1911 году в селе Попова Гора Суражского уезда Черниговской губернии. Член КПСС с 1942 года.
С 1933 года — на хозяйственной, общественной и политической работе. В 1933—1975 гг. — участковый агроном в Яминской машинно-тракторной станции (МТС) Нижне-Волжского края, агроном-отраслевик Красногорского районного отдела земледелия Брянской области, главный агроном Алексеевского райзо Сталинградской области, участник Великой Отечественной войны, первый помощник начальника штаба 188-го армейского запасного стрелкового полка, главный агроном Алексеевского райзо, директор подсобного хозяйства в одной из воинских частей Московского военного округа, агроном по семеноводству трав в колхозе имени Коминтерна Еланского района Сталинградской области, директор Дмитровской МТС Еланского района, начальник Еланской районной сельхозинспекции, председатель колхоза «Путь к коммунизму» Еланского района Волгоградской области.
Указом Президиума Верховного Совета СССР от 23 июня 1966 года присвоено звание Героя Социалистического Труда с вручением ордена Ленина и золотой медали «Серп и Молот».
Умер в Волгограде в 1998 году.